# Лучайка (приток Мяделки)
Лучайка (бел. Лучайка) — река в Белоруссии, протекает по территории Поставского района Витебской области, правый приток Мяделки.
Длина реки — 46 км, площадь водосборного бассейна — 258 км², среднегодовой расход воды в устье — 2 м³/с, средний наклон водной поверхности 0,9 м/км.
Вытекает из озера Лучай, протекает по юго-западной части Полоцкой низменности. Долина преимущественно трапециевидная. Пойма двусторонняя, в верхнем и среднем течении большей частью заболоченная; ширина ее 500—600 м, в нижнем течении суживается до 100—200 м. Русло извилистое, между деревнями Борановичи и Лапоси в течение 16 км канализировано. От истока течёт на запад, затем поворачивает на север и северо-запад. В среднем и нижнем течении течёт почти параллельно Мяделке в 3-5 км к востоку от неё.
Притоки — Оржовка (левый); Половица (правый).
Река протекает деревни Сапапоны, Заболотье, Железовщина, Гогово, Савичи, Захаровщина, Борановичи, Кулаково, Козичи, Юньки, Черенки, Перевозники, Костяни, Боровки, Лапоси, Курополье, Детково. В среднем течении протекает двумя километрами восточнее города Поставы. Впадает в Мяделку у деревни Москалишки